# بويد هالي
بويد هالي (بالإنجليزية: Boyd Haley)‏ هو كيميائي أمريكي، ولد في 22 سبتمبر 1940 في غرينسبورغ في الولايات المتحدة.